# Ambrosius Brueghel

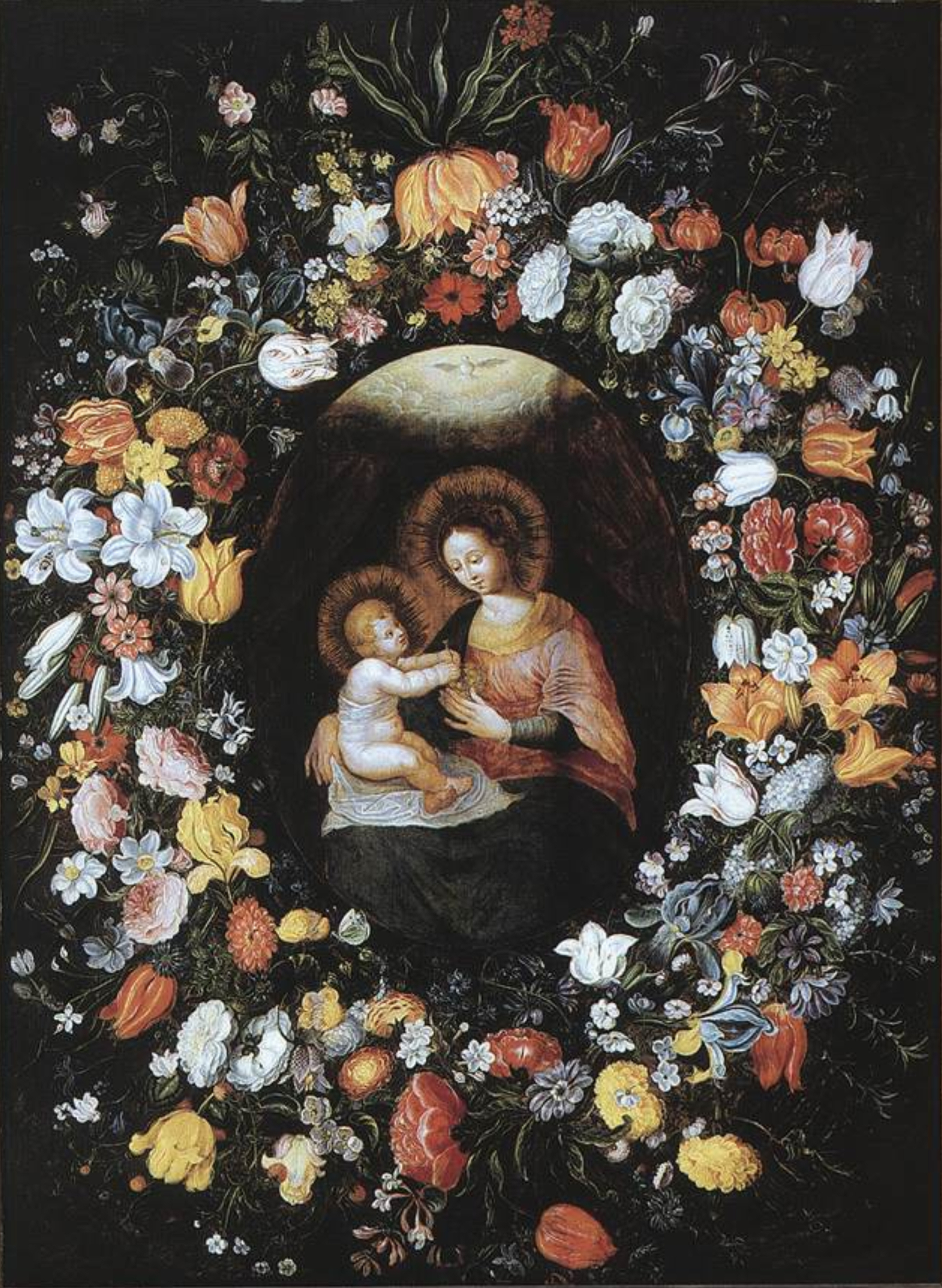
Ambrosius Brueghel, De heilige maagd met kind. Sint-Jacobskerk, Antwerpen

Ambrosius Brueghel (Antwerpen, 1617 — 9 februari 1675) was een Zuid-Nederlandse kunstschilder uit de barokperiode, een zoon van Jan Brueghel de Oude. 
Ambrose Brueghel volgde de stijl van zijn vader zijn leven lang na in zijn schilderijen. Net als zijn broer Jan Brueghel de Jonge en andere fijnschilders, schilderde hij landschappen, allegorische taferelen en andere zeer nauwgezet en verfijnd geschilderde werken. Hij was voornamelijk actief in Antwerpen, maar was soms ook in Italië (rond 1639) aan het werk. Hij was van 1653 tot 1671 deken van het Antwerpse Sint-Lucasgilde.

## Genealogie
|                                                      |                                                      |                                                      |                                                      | Pieter Bruegel de Oude ca 1525-1569 de Boerenbrueghel |                                                      |  |  |                                                     |                                                     |                                                     |                                                     |                                                     |                                                     |  |  |                         |                         |                         |                         |                             |                             |                             |                             |                             |                             |                            |                            |                            |                            |  |  |                           |                           |                           |                           |                           |                           |  |  |  |  |  |  |  |  |  |  |  |  |  |  |  |  |  |  |
|                                                      |                                                      |                                                      |                                                      |                                                       |                                                      |  |  |                                                     |                                                     |                                                     |                                                     |                                                     |                                                     |  |  |                         |                         |                         |                         |                             |                             |                             |                             |                             |                             |                            |                            |                            |                            |  |  |                           |                           |                           |                           |                           |                           |  |  |  |  |  |  |  |  |  |  |  |  |  |  |  |  |  |  |
|                                                      |                                                      |                                                      |                                                      |                                                       |                                                      |  |  |                                                     |                                                     |                                                     |                                                     |                                                     |                                                     |  |  |                         |                         |                         |                         |                             |                             |                             |                             |                             |                             |                            |                            |                            |                            |  |  |                           |                           |                           |                           |                           |                           |  |  |  |  |  |  |  |  |  |  |  |  |  |  |  |  |  |  |
| Pieter Brueghel de Jonge 1564-1638 de Helse Brueghel | Pieter Brueghel de Jonge 1564-1638 de Helse Brueghel | Pieter Brueghel de Jonge 1564-1638 de Helse Brueghel | Pieter Brueghel de Jonge 1564-1638 de Helse Brueghel | Pieter Brueghel de Jonge 1564-1638 de Helse Brueghel  | Pieter Brueghel de Jonge 1564-1638 de Helse Brueghel |  |  | Jan Brueghel de Oude 1568-1625 de Fluwelen Brueghel | Jan Brueghel de Oude 1568-1625 de Fluwelen Brueghel | Jan Brueghel de Oude 1568-1625 de Fluwelen Brueghel | Jan Brueghel de Oude 1568-1625 de Fluwelen Brueghel | Jan Brueghel de Oude 1568-1625 de Fluwelen Brueghel | Jan Brueghel de Oude 1568-1625 de Fluwelen Brueghel |  |  |                         |                         |                         |                         |                             |                             |                             |                             | David Teniers I 1592-1649   | David Teniers I 1592-1649   | David Teniers I 1592-1649  | David Teniers I 1592-1649  | David Teniers I 1592-1649  | David Teniers I 1592-1649  |  |  |                           |                           |                           |                           |                           |                           |  |  |  |  |  |  |  |  |  |  |  |  |  |  |  |  |  |  |
| Pieter Brueghel de Jonge 1564-1638 de Helse Brueghel | Pieter Brueghel de Jonge 1564-1638 de Helse Brueghel | Pieter Brueghel de Jonge 1564-1638 de Helse Brueghel | Pieter Brueghel de Jonge 1564-1638 de Helse Brueghel | Pieter Brueghel de Jonge 1564-1638 de Helse Brueghel  | Pieter Brueghel de Jonge 1564-1638 de Helse Brueghel |  |  | Jan Brueghel de Oude 1568-1625 de Fluwelen Brueghel | Jan Brueghel de Oude 1568-1625 de Fluwelen Brueghel | Jan Brueghel de Oude 1568-1625 de Fluwelen Brueghel | Jan Brueghel de Oude 1568-1625 de Fluwelen Brueghel | Jan Brueghel de Oude 1568-1625 de Fluwelen Brueghel | Jan Brueghel de Oude 1568-1625 de Fluwelen Brueghel |  |  |                         |                         |                         |                         |                             |                             |                             |                             | David Teniers I 1592-1649   | David Teniers I 1592-1649   | David Teniers I 1592-1649  | David Teniers I 1592-1649  | David Teniers I 1592-1649  | David Teniers I 1592-1649  |  |  |                           |                           |                           |                           |                           |                           |  |  |  |  |  |  |  |  |  |  |  |  |  |  |  |  |  |  |
|                                                      |                                                      |                                                      |                                                      |                                                       |                                                      |  |  |                                                     |                                                     |                                                     |                                                     |                                                     |                                                     |  |  |                         |                         |                         |                         |                             |                             |                             |                             |                             |                             |                            |                            |                            |                            |  |  |                           |                           |                           |                           |                           |                           |  |  |  |  |  |  |  |  |  |  |  |  |  |  |  |  |  |  |
| Ambrosius Brueghel 1617-1675                         | Ambrosius Brueghel 1617-1675                         | Ambrosius Brueghel 1617-1675                         | Ambrosius Brueghel 1617-1675                         | Ambrosius Brueghel 1617-1675                          | Ambrosius Brueghel 1617-1675                         |  |  | Jan Brueghel de Jonge 1601-1678                     | Jan Brueghel de Jonge 1601-1678                     | Jan Brueghel de Jonge 1601-1678                     | Jan Brueghel de Jonge 1601-1678                     | Jan Brueghel de Jonge 1601-1678                     | Jan Brueghel de Jonge 1601-1678                     |  |  | Anna Brueghel 1620-1656 | Anna Brueghel 1620-1656 | Anna Brueghel 1620-1656 | Anna Brueghel 1620-1656 | Anna Brueghel 1620-1656     | Anna Brueghel 1620-1656     |                             |                             | David Teniers II 1610-1690  | David Teniers II 1610-1690  | David Teniers II 1610-1690 | David Teniers II 1610-1690 | David Teniers II 1610-1690 | David Teniers II 1610-1690 |  |  | Abraham Teniers 1626-1670 | Abraham Teniers 1626-1670 | Abraham Teniers 1626-1670 | Abraham Teniers 1626-1670 | Abraham Teniers 1626-1670 | Abraham Teniers 1626-1670 |  |  |  |  |  |  |  |  |  |  |  |  |  |  |  |  |  |  |
| Ambrosius Brueghel 1617-1675                         | Ambrosius Brueghel 1617-1675                         | Ambrosius Brueghel 1617-1675                         | Ambrosius Brueghel 1617-1675                         | Ambrosius Brueghel 1617-1675                          | Ambrosius Brueghel 1617-1675                         |  |  | Jan Brueghel de Jonge 1601-1678                     | Jan Brueghel de Jonge 1601-1678                     | Jan Brueghel de Jonge 1601-1678                     | Jan Brueghel de Jonge 1601-1678                     | Jan Brueghel de Jonge 1601-1678                     | Jan Brueghel de Jonge 1601-1678                     |  |  | Anna Brueghel 1620-1656 | Anna Brueghel 1620-1656 | Anna Brueghel 1620-1656 | Anna Brueghel 1620-1656 | Anna Brueghel 1620-1656     | Anna Brueghel 1620-1656     |                             |                             | David Teniers II 1610-1690  | David Teniers II 1610-1690  | David Teniers II 1610-1690 | David Teniers II 1610-1690 | David Teniers II 1610-1690 | David Teniers II 1610-1690 |  |  | Abraham Teniers 1626-1670 | Abraham Teniers 1626-1670 | Abraham Teniers 1626-1670 | Abraham Teniers 1626-1670 | Abraham Teniers 1626-1670 | Abraham Teniers 1626-1670 |  |  |  |  |  |  |  |  |  |  |  |  |  |  |  |  |  |  |
|                                                      |                                                      |                                                      |                                                      |                                                       |                                                      |  |  |                                                     |                                                     |                                                     |                                                     |                                                     |                                                     |  |  |                         |                         |                         |                         |                             |                             |                             |                             |                             |                             |                            |                            |                            |                            |  |  |                           |                           |                           |                           |                           |                           |  |  |  |  |  |  |  |  |  |  |  |  |  |  |  |  |  |  |
|                                                      |                                                      |                                                      |                                                      |                                                       |                                                      |  |  | Abraham Brueghel 1631-1690                          | Abraham Brueghel 1631-1690                          | Abraham Brueghel 1631-1690                          | Abraham Brueghel 1631-1690                          | Abraham Brueghel 1631-1690                          | Abraham Brueghel 1631-1690                          |  |  |                         |                         |                         |                         | David Teniers III 1638-1685 | David Teniers III 1638-1685 | David Teniers III 1638-1685 | David Teniers III 1638-1685 | David Teniers III 1638-1685 | David Teniers III 1638-1685 |                            |                            |                            |                            |  |  |                           |                           |                           |                           |                           |                           |  |  |  |  |  |  |  |  |  |  |  |  |  |  |  |  |  |  |
|                                                      |                                                      |                                                      |                                                      |                                                       |                                                      |  |  | Abraham Brueghel 1631-1690                          | Abraham Brueghel 1631-1690                          | Abraham Brueghel 1631-1690                          | Abraham Brueghel 1631-1690                          | Abraham Brueghel 1631-1690                          | Abraham Brueghel 1631-1690                          |  |  |                         |                         |                         |                         | David Teniers III 1638-1685 | David Teniers III 1638-1685 | David Teniers III 1638-1685 | David Teniers III 1638-1685 | David Teniers III 1638-1685 | David Teniers III 1638-1685 |                            |                            |                            |                            |  |  |                           |                           |                           |                           |                           |                           |  |  |  |  |  |  |  |  |  |  |  |  |  |  |  |  |  |  |
|                                                      |                                                      |                                                      |                                                      |                                                       |                                                      |  |  |                                                     |                                                     |                                                     |                                                     |                                                     |                                                     |  |  |                         |                         |                         |                         | David Teniers IV 1672–1731  |                             |                             |                             |                             |                             |                            |                            |                            |                            |  |  |                           |                           |                           |                           |                           |                           |  |  |  |  |  |  |  |  |  |  |  |  |  |  |  |  |  |  |

- Bibliothèque nationale de France: cb149655096 (data)
- Biografisch Portaal: 49211662
- Gemeinsame Normdatei: 121859126
- International Standard Name Identifier: 0000 0000 6661 8533
- RKD-Nederlands Instituut voor Kunstgeschiedenis: 13286
- Union List of Artist Names: 500007956
- Virtual International Authority File: 37188287
- WorldCat: E39PBJpytgtR6kktyvYmtdJVYP